# HMS Fernie (L11)
Le HMS Fernie est un destroyer de classe Hunt de type I de la Royal Navy, qui participa aux opérations navales contre la Kriegsmarine (marine Allemande) pendant la seconde Guerre mondiale.

## Construction
Le Fernie est commandé le 21 mars 1939  dans le cadre de programmation de 1939 pour le chantier naval de John Brown & Company à Clydebank en Ecosse. La pose de la quille est effectuée le 8 juin 1939, le Fernie est lancé le 12 décembre 1939 et mis en service le 8 juin 1940.
Il est parrainé par la communauté civile de Alton dans le Hampshire, dans le cadre de la Warship Week (semaine des navires de guerre) en mars 1942.
Le Fernie fait partie du premier lot de dix destroyers de classe Hunt. Ils doivent résoudre une pénurie de destroyers, notamment pour les tâches d’escorte. Ils doivent combiner le lourd armement anti-aérien des sloops de la classe Bittern avec une vitesse de 29 noeuds pour une liaison plus rapide avec la flotte.
Un test d'inclinaison lors de l'aménagement du navire montré une erreur de conception qui rend le navire dangereusement instable. Pour rétablir la stabilité à des niveaux acceptables, un canon de marine de 4 pouces QF Mk XVI est retiré, la superstructure et l'entonnoir du navire sont coupés et un ballast supplémentaire est installé. Une fois modifié, le Fernie est mis en service le 8 juin 1940.

## Histoire

### Seconde Guerre mondiale
Lors de sa mise en service en 1940, le Fernie est affecté pour la Manche. Il fournit une couverture d'escorte lors de l'évacuation des troupes des ports de la Manche en juin 1940. Le mois suivant, il fournit une couverture d'escorte lors de la pose du champ de mines au nord de North Rona. Pendant le reste de l'année, il effectue des tâches d'escorte dans la Manche.
En 1941 et 1942, il continue d'escorter dans la Manche et la mer du Nord. En août 1942, il fait partie de la force d'escorte qui soutient les débarquements lors du raid de Dieppe et fait l'objet d'attaques aériennes intensives au cours du raid.
En 1943, le Fernie fait la défense d'un convoi en mer du Nord. L'année suivante, il est nommé pour prendre part au débarquement de Normandie pendant l'opération Neptune. Il reprend ensuite les fonctions d'escorte et de patrouille de convoi dans la mer du Nord et la Manche.

### Après guerre
Après août 1945, le Fernie sert de cible aérienne à Rosyth. Il est placé en réserve à Chatham puis est vendu à BISCO pour la ferraille. Il arrive à Port Glasgow le 7 novembre 1956 pour y être mis à la ferraille.

### Honneurs de bataille
- Manche 1940-1944
- Mer du Nord 1941-1945
- Dieppe 1942
- Normandie 1944